# Violeta Ruiz Almendral
Violeta Ruiz Almendral (Madrid, 20 de julio de 1975) es una docente e investigadora española, especializada en el campo jurídico. Fue letrada del Tribunal Constitucional español (2011-2020) y actualmente es profesora titular en la Universidad Carlos III de Madrid, miembro del Comité de Personas Expertas en el Ministerio de Hacienda para la Reforma Fiscal en España y presidenta de la Junta Arbitral del Concierto Económico.

## Biografía

### Formación académica y trayectoria profesional
Nació en Madrid el 20 de julio de 1975. En 1997 se licenció en Derecho por la Universidad Carlos III de Madrid y en 2003 obtuvo el doctorado en Derecho en la misma universidad. Desde entonces se ha dedicado a la docencia y la investigación. 
Ha sido investigadora visitante (Senior Visiting Fellow) del DAAD-La Caixa Fellow en la Westfälische Wilhelms-Universität zu Münster (Alemania, 2004), la Oficina Internacional de Documentación Fiscal (Ámsterdam, 2005), la Facultad de Derecho James Rogers (Tucson, 2006), del Instituto Universitario Europeo (Florencia, Italia, 2008) y la Escuela de Economía de Londres (Reino Unido, 2010).
En 2011 comenzó como letrada del Tribunal Constitucional de España hasta 2020, donde retomó su cargo como profesora titular de Derecho Financiero y Tributario en la Universidad Carlos III de Madrid.
Desde 2021 forma parte del Comité de Personas Expertas del Ministerio de Hacienda para la Reforma Fiscal de España y es presidenta de la Junta Arbitral del Concierto Económico.

### Difusión académica e investigadora
Como investigadora, ha participado en varios proyectos internacionales, incluido un proyecto de construcción de la Constitución para brindar asistencia legal al proceso constitucional iraquí, bajo los auspicios de un programa financiado por las Naciones Unidas, que tuvo lugar en Irak (2005) y en Jordania (2007 y 2008). Muchos de estos proyectos han sido financiados por distintas instituciones con las que realizó su estancia de investigación en la Westfälische Wilhelms-Universität zu Münster en Alemania en 2004, el Instituto Universitario Europeo en Florencia en 2008 y en la Escuela de Economía de Londres en Reino Unido en 2010.

## Premios
Premios Estudios Financieros en la modalidad de Tributación:
- 2010 (XX edición): Primer Premio por el trabajo titulado ¿Tiene futuro el test de los motivos económicos válidos en las normas anti-abuso? (sobre la planificación fiscal y las normas anti-abuso en el Derecho de la Unión Europea).[14][15]
- 2008 (XVIII edición): Segundo Premio por el trabajo titulado Entre la discriminación y la armonización: el régimen fiscal del no residente en España a la luz del Derecho Comunitario.[16]
- 2004 (XIV edición): Primer Premio concedido conjuntamente con Georg Seitz por el trabajo titulado El fraude a la ley tributaria (análisis de la norma española con ayuda de la experiencia alemana).[17]
- 2000 (X edición): Segundo Premio concedido conjuntamente con Andrés Báez Moreno por el trabajo titulado La compensación de créditos y deudas tributarias a través del mecanismo de cuenta corriente.

Premio de excelencia a la investigación (2009) otorgado por el Consejo Social de la Universidad Carlos III y el Banco de Santander. Modalidad: jóvenes investigadores (Catedráticos y Titulares de Universidad menores de 45 años).